# Poder de frenado
El poder de frenado se define como la cantidad de energía depositada por una partícula cargada en un medio material por unidad de longitud:
{\displaystyle S(E)=-{\frac {dE}{dx}}}
La forma explícita del poder de frenado fue determinada por Bethe el año 1932:
{\displaystyle S(E)={\frac {4\pi }{m_{e}c^{2}}}\cdot {\frac {nz^{2}}{\beta ^{2}}}\cdot \left({\frac {e^{2}}{4\pi \varepsilon _{0}}}\right)^{2}\cdot \left[\ln \left({\frac {2m_{e}c^{2}\beta ^{2}}{I\cdot (1-\beta ^{2})}}\right)-\beta ^{2}\right]}
donde 
| {\displaystyle \beta } | {\displaystyle =v/c}                     |
| {\displaystyle v}      | velocidad de la partícula                |
| {\displaystyle E}      | energía de la partícula                  |
| {\displaystyle x}      | distancia atravesada por la partícula    |
| {\displaystyle c}      | velocidad de la luz                      |
| {\displaystyle z\,e}   | carga de la partícula                    |
| {\displaystyle e}      | carga del electrón                       |
| {\displaystyle m_{e}}  | masa en reposo del electrón              |
| {\displaystyle n}      | densidad del blanco                      |
| {\displaystyle I}      | Potencial de ionización medio del blanco |

El uso de esta fórmula implica hacer ciertas suposiciones que no son siempre válidas. En concreto, Bethe supuso que los electrones del medio están en reposo y la energía de ligadura de los mismos es despreciable. Además, que la trayectoria de la partícula no se ve afectada por la interacción con los electrones del medio (lo cual lleva a inconsistencias a bajas energías) y que la cantidad de movimiento transferida a los electrones en la colisión con los mismos tiene una componente básicamente perpendicular a la trayectoria de la partícula incidente.
A pesar de ello, para energías suficientemente altas la ecuación de Bethe satisface en muy buena aproximación el comportamiento de la radiación cargada en movimiento en presencia de materia.
La fuerte dependencia del poder de frenado con la masa de la partícula (a través de {\displaystyle T={\frac {1}{2}}mc^{2}\beta ^{2}}) y la carga del mismo ({\displaystyle ze}) hace que partículas pesadas (tales como partículas alfa) se frenen con mucha mayor facilidad que partículas ligeras (como los electrones). Consecuentemente, la distancia recorrida por partículas alfa será mucho menor que la recorrida por los electrones para una misma densidad del material. Este es el motivo por el que la radiación alfa es poco penetrante en comparación con la radiación beta.